# Willard Huyck
Willard Miller Huyck, Jr. (ur. 8 września 1945 w Minneapolis w stanie Minnesota) – amerykański scenarzysta, reżyser i producent filmowy, najbardziej znany ze współpracy z George’em Lucasem.

## Kariera
Huyck i Lucas spotkali się jako studenci w szkole filmowej na Uniwersytecie Południowej Kalifornii i zostali członkami grupy filmowców American Zoetrope Francisa Forda Coppoli. Wraz ze swoją żoną Glorią Katz, Huyck pracował nad pisaniem scenariuszy filmów, w tym Amerykańskie graffiti, Szczęściara (1975), Indiana Jones i Świątynia Zagłady i Zabójcze radio, oraz współpracował z George’em Lucasem nad poprawieniem czwartego szkicu do ostatecznego scenariusza przedprodukcyjnego do „Gwiezdnych wojen”. Wyreżyserował także cztery filmy, które napisał wraz z Glorią Katz: Mesjasz zła, Francuskie pocztówki, Najlepsza obrona i Kaczor Howard. Ten ostatni film jest uważany za jeden z najgorszych filmów, jakie kiedykolwiek nakręcono i przyniósł Huyckowi nominację do Razzie w kategorii „Najgorszy reżyser” i zwycięstwo w kategorii „Najgorszy scenariusz” podczas 7 ceremonii rozdania Złotych Maliny za rok 1987, choć od tego czasu stał się kultowym klasykiem.

## Życie prywatne
Huyck poślubił Glorię Katz w 1969. Pozostali małżeństwem aż do jej śmierci w 2018. Mieli jedną córkę Rebeccę (ur. 1983).